# Agrostis digitata
Agrostis digitata é uma espécie de gramínea do gênero Agrostis, pertencente à família Poaceae.